# Чудесный город
«Чудесный город» (англ. Wonderful Town) — комедийный мюзикл, созданный на либретто Бетти Комден и Адольфа Грина композитором Леонардом Бернстайном. Основой для сюжета послужила пьеса Джозефа Филдса и Джерома Чодорова «Моя сестра Эйлин» 1940 года, в свою очередь написанная по мотивам рассказов Рут Маккенни.
Премьера «Чудесного города» состоялась на Бродвее в 1953 году. Он завоевал пять премий «Тони», включая премию за лучший мюзикл. В мюзикле описывается история сестёр Рут и Эйлин Шервуд, которые едут в Нью-Йорк из Колумбуса (штат Огайо) в поисках любви и счастья. Рассказы «Моя сестра Эйлин», положенные в основу сюжета, посвящены воспоминаниям Рут Маккенни о молодой жизни с сестрой, но оригинальный сюжет был сильно изменён.

## Постановка
Премьера мюзикла состоялась в театре Winter Garden Theatre 25 февраля 1953 года. Он выдержал 559 представлений вплоть до июля 1954 года. Главные роли исполняли Розалинд Расселл и Эди Адамс. В августе 1986 года «Чудесный город» был поставлен на Вест-Энде, а в 2003 году — снова на Бродвее. Главную женскую роль исполняла Донна Мерфи, а позднее Брук Шилдс. В 2008 году состоялась премьера канадской версии мюзикла.

## Сюжет
Молодые девушки прибывают в Нью-Йорк с целью устроить свою жизнь и карьеру. Рут — писательница, а её младшая сестра Эйлин — актриса. Девушки быстро находят жилье и приступают к реализации своей программы «покорения Нью-Йорка». Эйлин знакомится с менеджером аптечной сети Walgreens Фрэнк Липпенкоттом (англ. Frank Lippencott), который увлекся красавицей. Рут отправляется в редакцию литературного журнала Manhatter, где встречает Боба Бейкера (англ. Bob Baker). Бейкеру нравится Рут, но он советует ей отбросить надежды на успех в Нью-Йорке, потому что и он сам, и многие другие приехали в город с теми же целями и потерпели неудачу. Рут оставляет Бейкеру свои рассказы в надежде, что он их прочтёт.

## Музыкальные номера
| Акт I - «Overture» - «Christopher Street» — гид и жители - «Ohio» — Рут и Эйлин - «Conquering New York» — Рут, Эйлин, жители - «One Hundred Easy Ways» — Рут - «What A Waste» — Боб Бейкер и др. - «A Little Bit in Love» — Эйлин - «Pass the Football» — Рек и др. - «Conversation Piece» — Рут, Эйлин, Фрэнк, Боб, Кларк - «A Quiet Girl» — Боб - «Conga» — Рут | Акт II - «My Darlin' Eileen» — Эйлин, пьяница и полицейский - «Swing» — Рут и др. - «Ohio (Reprise)» — Рут и Эйлин - «It’s Love» — Боб Бейкер и др. - «Ballet at the Village Vortex» - «Wrong Note Rag» — Рут, Эйлин и др. - «It’s Love (Reprise)» |